# 朱任宏
朱任宏（1900年—1998年），男，广东兴宁人，中国天然药物化学家，曾任中国科学院上海药物研究所研究员。